# Ели Урбанова
Ели Урбанова (на чешки: Eli Urbanová) е чешка учителка, есперантистка, поетеса и писателка на произведения в жанра лирика, мемоари и документалистика. Пише произведенията си на чешки език и на есперанто.

## Биография и творчество
Елишка „Ели“ Урбанова, с рожд. име Елишка Вързакова, е родена на 8 февруари 1922 г. в Чеслав, Чехия. Прави своя литературен дебют на чешки език през 1935 г. на тринадесетгодишна възраст с кратката история „Na makovicích“ (На маковете) във вестник „Národní osvobození“. Първата ѝ стихосбирка „Zrcadlo“ (Огледало) е издадена през 1940 г. в Часлав под псевдонима Елишка Дубравска.
В периода 1937 – 1941 г. учи в учителския институт в родния си град. Едновременно учи пиано в музикалното училище в продължение на 8 години. След дипломирането си работи като по пиано и цигулка в частното музикално училище на професор Щепан Урбан.
Омъжва се за Щепан Урбан. Със съпруга си научават за есперанто през 1942 г. от актьора Карел Хьогер, който прави пиеса на есперанто за радио „Verda stacio“ (Зелена станция) в Бърно. Заради Втората световна война започват да учат езика чак през 1948 година. През 1950 г. завършва езиковия курс и започва да пише литературни произведения на есперанто.
През 1955 г. се развежда и се връща към първоначалната си професия, като работи като учител в начално училище, а по-късно, през 1965 г., става младежка възпитателка и ръководителка на училищен клуб.
През 1956 г. видният унгарски поет и есперантист Дюла Баги посещава Прага. През 1960 г. е издадена стихосбирката ѝ „Nur tri kolorojn“ (Само три цвята) с предговор на Баги.
В периода 1952 – 1977 г. тя печели 10 важни международни награди за своето оригинално поетично творчество.
През 1975 г. публикува методическо ръководство за преподаватели „Aby lidé byli lidmi“ (Да направим хората хора), а второто издание е под заглавието „Výchovné besedy ve školních družinách: Náměty ze zkušeností vychovatelky“ (Образователни дискусии в училищни групи: Теми от опита на педагога).
През 80-те години е активна в литературната секция на Чешката асоциация на есперанто, чиито членове са главно чешки белетристи, работещи както на чешки, така и на есперанто (Иржи Карен, Йозеф Румлер, и други) въз основа на опита на Пражкия лингвистичен кръжок.
През 1956 г. тя е съосновател на EVA (Съюз на писателите на есперанто). В периода 1986 – 1995 г. член на Международната академия на есперанто (втората жена член след Марджъри Болтън). 1990 г. става член на Чешката асоциация на писателите.
Стихосбирките ѝ са публикувани в Германия, Бразилия и Канарските острови. Стиховете ѝ са публикувани в много списания на есперанто по света, включително в списанието за слепи „Aŭroro“. През 2001 г. получава престижна награда от международната културна есперантска организация OSIEK за автобиографичния ѝ и единствен роман „Hetajro dancas“ (Хетерата танцува).
Ели Урбанова умира на 20 януари 2012 г. във Военната болница в Прага, Чехия.

## Произведения
- Nur tri kolorojn (1960)
- El subaj fontoj (1981)
- Verso kaj larmo (1986)
- Vino, viroj kaj kanto (1995)
- Hetajro dancas (1995) – автобиографичен роман
- Peza vino /Těžké víno (1996) – с паралелен чешки превод на Йозеф Румлер
- El mia buduaro (2001)
- Rapide pasis la temp' (2003)
- Prefere ne tro rigardi retro (2007)